# ماركوس هاوس
ماركوس هاوس (بالإنجليزية: Monty House)‏ هو سياسي أسترالي، ولد في 16 أغسطس 1946. انتخب عضو الجمعية التشريعية لأستراليا الغربية.